# Клеброн
Клеброн (њем. Cleebronn) општина је у њемачкој савезној држави Баден-Виртемберг. Једно је од 46 општинских средишта округа Хајлброн. Према процјени из 2010. у општини је живјело 2.703 становника. Посједује регионалну шифру (AGS) 8125017.

## Географски и демографски подаци
Клеброн се налази у савезној држави Баден-Виртемберг у округу Хајлброн. Општина се налази на надморској висини од 236 метара. Површина општине износи 17,1 km². У самом мјесту је, према процјени из 2010. године, живјело 2.703 становника. Просјечна густина становништва износи 158 становника/km².